# جيريمياه مارتن
جيريمياه مارتن (بالإنجليزية: Jeremiah Martin)‏ هو لاعب كرة قدم ولاعب كرة سلة أمريكي، ولد في 19 يونيو 1996 في ممفيس في الولايات المتحدة. لعب مع Memphis Tigers ‏.

## روابط خارجية
- جيريمياه مارتن على موقع الدوري الأوروبي لكرة السلة (الإنجليزية)
- جيريمياه مارتن على موقع إن بي أي (الإنجليزية)
- جيريمياه مارتن على موقع سبورتس رفرنس (الإنجليزية)
- جيريمياه مارتن على موقع كرة السلة الأوروبية.كوم (الإنجليزية)
- جيريمياه مارتن على موقع إي إس بي إن.كوم (الإنجليزية)
- جيريمياه مارتن على موقع كلية كرة السلة في سبورتس رفرنس.كوم (الإنجليزية)
- جيريمياه مارتن على موقع ريلجم (الإنجليزية)
- جيريمياه مارتن على موقع بروبوليرز (الإنجليزية)
- جيريمياه مارتن على موقع سبورتس رفرنس (الإنجليزية)
- جيريمياه مارتن على موقع سبورتس رفرنس (الإنجليزية)